# 모닝구무스메 ALL SINGLES COMPLETE ~10th ANNIVERSARY~
모닝구무스메 ALL SINGLES COMPLETE ~10th ANNIVERSARY~(モーニング娘。 ALL SINGLES COMPLETE ~10th ANNIVERSARY~ 모닝구무스메 올 싱글즈 컴플리트 ~텐즈 애니버서리~[*])는 2007년 10월 24일에 발매된 모닝구무스메의 세 번째 베스트 앨범이다.

## 수록곡

### DISC1
1. モーニングコーヒー
작사, 작곡 : 층쿠 / 편곡 : 사쿠라이 데쓰타로
2. サマーナイトタウン
작사, 작곡 : 층쿠 / 편곡 : 마에지마 야스아키
3. 抱いてHOLD ON ME!
작사, 작곡 : 층쿠 / 편곡 : 아메지마 야스아키
4. Memory 青春の光
작사, 작곡 : 층쿠 / 편곡 : 아메지마 야스아키
5. 真夏の光線
작사, 작곡 : 층쿠 / 편곡 : 고노 신
6. ふるさと
작사, 작곡 : 층쿠 / 편곡 : 고니시 다카오
7. LOVEマシーン
작사, 작곡 : 층쿠 / 편곡 : 댄스☆맨
8. 恋のダンスサイト
작사, 작곡 : 층쿠 / 편곡 : 댄스☆맨
9. ハッピーサマーウェディング
작사, 작곡 : 층쿠 / 편곡 : 댄스☆맨
10. I WISH
작사, 작곡 : 층쿠 / 편곡 : 고노 신
11. 恋愛レボリューション21
작사, 작곡 : 층쿠 / 편곡 : 댄스☆맨
12. ザ☆ピ〜ス!
작사, 작곡 : 층쿠 / 편곡 : 댄스☆맨
13. Mr.Moonlight ~愛のビッグバンド~
작사, 작곡 : 층쿠 / 편곡 : 스즈키 슌스케
14. そうだ! We're ALIVE
작사, 작곡 : 층쿠 / 편곡 : 댄스☆맨
15. Do it! Now
작사, 작곡 : 층쿠 / 편곡 : 스즈키Daichi히데유키
16. ここにいるぜぇ!
작사, 작곡 : 층쿠 / 편곡 : 스즈키Daichi히데유키
17. モーニング娘。のひょっこりひょうたん島
작사 : 이노우에 히사시, 야마모토 모리히사 / 작곡 : 우노 세이치로 / 편곡 : 고니시 다카오

### DISC2
1. AS FOR ONE DAY
작사, 작곡 : 층쿠 / 편곡 : 스즈키Daichi히데유키
2. シャボン玉
작사, 작곡 : 층쿠 / 편곡 : 다카하시 유이치
3. Go Girl 〜恋のヴィクトリー〜
작사, 작곡 : 층쿠 / 편곡 : 스즈키Daichi히데유키
4. 愛あらばIT'S ALL RIGHT
작사, 작곡 : 층쿠 / 편곡 : 고니시 다카오
5. 浪漫 〜MY DEAR BOY〜
작사, 작곡 : 층쿠 / 편곡 : 스즈키 슌스케
6. 女子かしまし物語
작사, 작곡 : 층쿠 / 편곡 : 스즈키Daichi히데유키
7. 涙が止まらない放課後
작사, 작곡 : 층쿠 / 편곡 : 스즈키 슌스케
8. THE マンパワー!!!
작사, 작곡 : 층쿠 / 편곡 : 마쓰바라 겐
9. 大阪 恋の歌
작사, 작곡 : 층쿠 / 편곡 : 스즈키Daichi히데유키
10. 色っぽい じれったい
작사, 작곡 : 층쿠 / 편곡 : 스즈키Daichi히데유키
11. 直感2 ~逃した魚は大きいぞ!~
작사, 작곡 : 층쿠 / 편곡 : 스즈키 슌스케
12. SEXY BOY ~そよ風に寄り添って~
작사, 작곡 : 층쿠 / 편곡 : 다카하시 유이치
13. Ambitious! 野心的でいいじゃん
작사, 작곡 : 층쿠 / 편곡 : 유아사 고이치
14. 歩いてる
작사, 작곡 : 층쿠 / 편곡 : 스즈키Daichi히데유키
15. 笑顔YESヌード
작사, 작곡 : 층쿠 / 편곡 : 마쓰이 히로시
16. 悲しみトワイライト
작사, 작곡 : 층쿠 / 편곡 : 야마자키 준
17. 女に 幸あれ
작사, 작곡 : 층쿠 / 편곡 : 에가미 고타로
18. HELLO TO YOU~ハロー!プロジェクト10周年記念テーマ~
작사, 작곡 : 층쿠 / 편곡 : 유아사 고이치 / 플러스 어렌지 : 다케가미 요시나리

### DVD (초회한정반)
1. I WISH
모닝구무스메 CONCERT TOUR 2001 라이브 레볼루션21 봄 ~오사카 성 홀 최종일~ - 나카자와 유코
2. Do it! Now
모닝구무스메 CONCERT TOUR 2004 봄 The BEST of Japan - 이이다 카오리
3. ここにいるぜぇ!
모닝구무스메 CONCERT TOUR 2003 봄 ~NON STOP!~ - 아베 나츠미
4. AS FOR ONE DAY
모닝구무스메 CONCERT TOUR 2003 봄 ~NON STOP!~ - [[야스다 케이
5. Do it! Now
모닝구무스메 CONCERT TOUR 2002 여름 "LOVE IS ALIVE!" 요코하마 아레나 - 고토 마키
6. ザ☆ピ~ス!
모닝구무스메 CONCERT TOUR 2002 여름 "LOVE IS ALIVE!" 요코하마 아레나 - 이시카와 리카
7. そうだ! We're ALIVE
모닝구무스메 CONCERT TOUR 2002 봄 "LOVE IS ALIVE!" 사이타마 슈퍼 아레나 - 요시자와 히토미

Do it! Now
1. 모닝구무스메 CONCERT TOUR 2002 여름 "LOVE IS ALIVE!" 요코하마 아레나 - 다카하시 아이
2. Ambitious! 野心的でいいじゃん
Hello! Project 2006 Summer ~원더풀 하츠 랜드~ - 콘노 아사미

Mr. Moonlight ~愛のビッグバンド~
1. Hello! Project 2002 ~올해도 대단하다구!~ - 니이가키 리사
2. Do it! Now
모닝구무스메 CONCERT TOUR 2003 봄 ~NON STOP!~ - 카메이 에리
3. 歩いてる
모닝구무스메 콘서트 투어 2006 가을 ~춤춰라! 모닝 카레~ - 미치시게 사유미
4. シャボン玉
모닝구무스메 콘서트 투어 「The BEST of Japan 여름~가을'04」 - 다나카 레이나
5. 色っぽい じれったい
모닝구무스메 콘서트 투어 2005 여름가을 『바리바리교실 ~코하루짱 어서와!~』 - 쿠스미 코하루
6. シャボン玉
모닝구무스메 콘서트 투어 2006 가을 ~춤춰라! 모닝 카레~ - 미츠이 아이카
7. 笑顔YESヌード
모닝구무스메 콘서트 투어 2007 봄 ~SEXY 8 비트~ - 쥰쥰
8. 女に 幸あれ
Hello! Project 2007 Summer 10th 애니버서리대감사제 ~하로☆프로 여름축제~ - 링링

## 참여 멤버
※괄호는 트랙 번호
- 나카자와 유코 (DISC1 : 1 ~ 11)
- 이시구로 아야 (DISC1 : 1 ~ 7)
- 이이다 카오리 (DISC1 : 1 ~ 17, DISC2 : 1 ~ 8)
- 아베 나츠미 (DISC1 : 1 ~ 17, DISC2 : 1 ~ 4)
- 후쿠다 아스카 (DISC1 : 1 ~ 4)
- 야스다 케이 (DISC1 : 2 ~ 17, DISC2 : 1)
- 야구치 마리 (DISC1 : 2 ~ 17, DISC2 : 1 ~ 9)
- 이치이 사야카 (DISC1 : 2 ~ 9)
- 고토 마키 (DISC1 : 7 ~ 15)
- 이시카와 리카 (DISC1 : 9 ~ 17, DISC2 : 1 ~ 9)
- 요시자와 히토미 (DISC1 : 9 ~ 17, DISC2 : 1 ~ 16)
- 쓰지 노조미 (DISC1: 9 ~ 17, DISC2 : 1 ~ 6)
- 카고 아이 (DISC1 : 9 ~ 17, DISC2 : 1 ~ 6)
- 다카하시 아이 (DISC1 : 13 ~ 17, DISC2 : 1 ~ 18)
- 콘노 아사미 (DISC1 : 13 ~ 17, DISC2 : 1 ~ 13)
- 오가와 마코토 (DISC1 : 13 ~ 17, DISC2 : 1 ~ 13)
- 니이가키 리사 (DISC1 : 13 ~ 17, DISC2 : 1 ~ 18)
- 후지모토 미키 (DISC2 : 2 ~ 16)
- 카메이 에리 (DISC2 : 2 ~ 18)
- 미치시게 사유미 (DISC2 : 2 ~ 18)
- 다나카 레이나 (DISC2 : 2 ~ 18)
- 쿠스미 코하루 (DISC2 : 10 ~ 18)
- 미츠이 아이카 (DISC2 : 15 ~ 18)
- 쥰쥰 (DISC2 : 17 ~ 18)
- 링링 (DISC2 : 17 ~ 18)

## 차트 및 판매량
- 주간최고순위 6위 (오리콘 차트)
- 등장 횟수 7회 (오리콘 차트)